# جنايوس بومبيوس ماجنس (ابن بومبيوس)
جنايوس بومبيوس ماجنس (حوالي 75 قبل الميلاد - 12 أبريل 45 قبل الميلاد) كان سياسيًا وجنرالًا رومانياً من أواخر الجمهورية الرومانية (القرن الأول قبل الميلاد).

## سيرة ذاتية

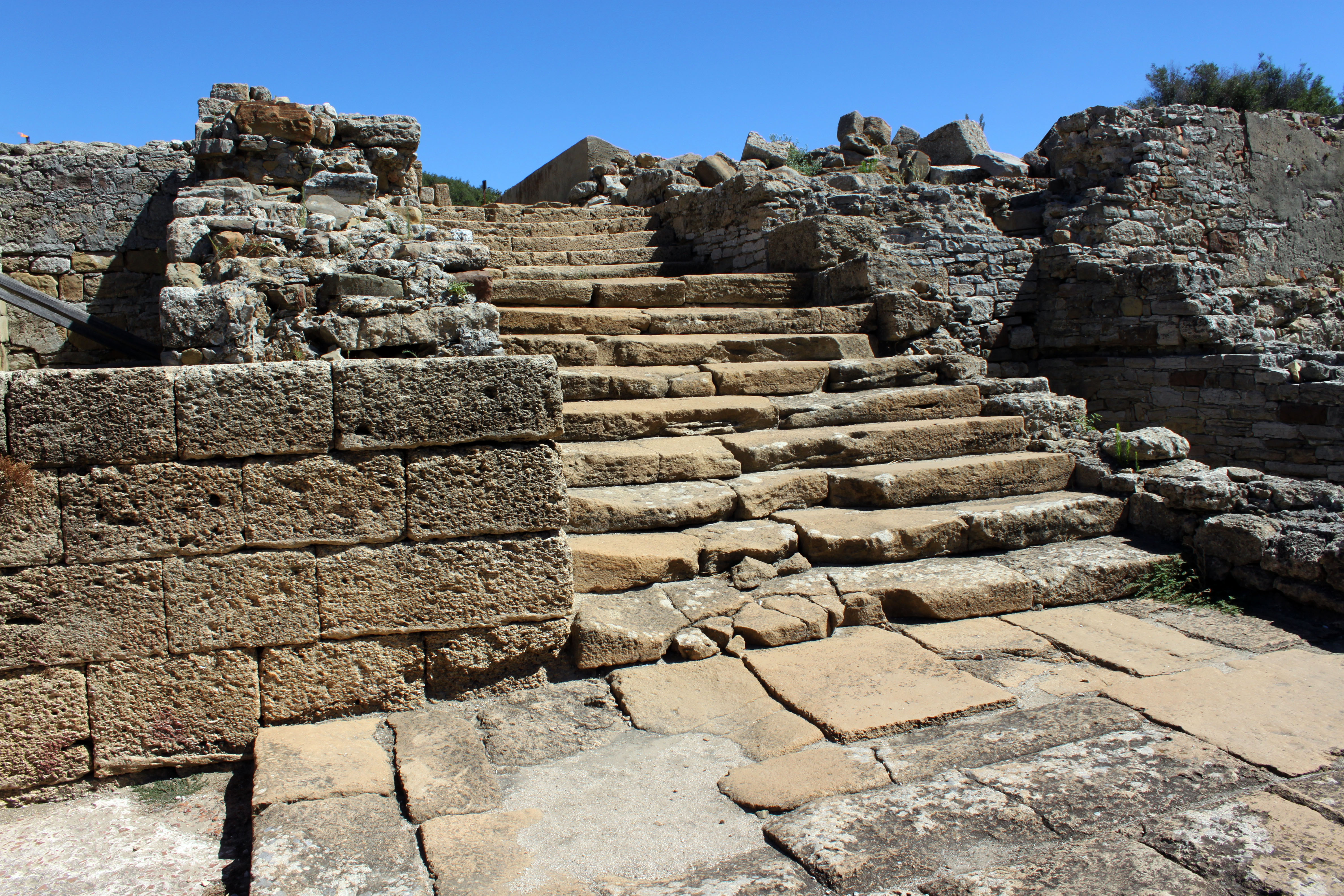
هياكل مرئية للمنتدى في موقع كارتيا الروماني، سان روكي، الأندلس، إسبانيا.

كان جنايوس بومبيوس ماجنس الابن الأكبر لبومبيوس الكبير من زوجته الثالثة موسيا ترتيا. 
نشأ هو وشقيقه الأصغر سيكستوس بومبيوس تحت وصاية والدهم بومبيوس الكبير، أحد أفضل جنرالات روما، الذي كان حليفًا ليوليوس قيصر ولاحقًا عدوًا له. عندما عبر قيصر الروبيكون في عام 49 قبل الميلاد، أدى إلى اندلاع حرب أهلية، تبع جانيوس بومبيوس ماجنس والده بومبيوس الكبير في هروبهم إلى الشرق، كما فعل معظم أعضاء مجلس الشيوخ المحافظين. خسر جيش بومبيوس الكبير معركة فرسالوس عام 48 قبل الميلاد، وكان على بومبيوس نفسه أن يهرب للنجاة بحياته، لكنه قُتل في مصر في 29 سبتمبر من نفس العام. 
بعد وفاة والده، انضم جنايوس وشقيقه سيكستوس إلى المقاومة ضد قيصر في مقاطعة أفريقيا. استعدوا مع ميتيلوس سكيبيو وكاتو وأعضاء آخرين في مجلس الشيوخ لمعارضة قيصر وجيشه حتى النهاية.
خلال هذا الوقت وبخ كاتو جنايوس قائلاً إن والده قد حقق في سنه أكثر بكثير مما حققه جنايوس. دفع هذا جنايوس إلى شن هجوم منفرد على موريتانيا لكنه هُزم في معركة اسكولوم. هرب غنيوس إلى جزر البليار، حيث انضم إليه اخيه سيكستوس بعد هزيمة قيصر لميتيلوس سكيبيو وكاتو، الذي انتحر لاحقًا، في معركة تابسوس عام 46 قبل الميلاد. عبر الأخوان جانيوس وسيكستوس مع تيتوس لابينوس،(الجنرال السابق في جيش قيصر)، إلى هسبانيا (شبه الجزيرة الأيبيرية، التي تضم إسبانيا والبرتغال الحديثتين)، حيث أنشأوا جيشًا آخر.
وسرعان ما تبعه قيصر، وفي 17 مارس 45 قبل الميلاد، التقت الجيوش في معركة موندا. كان كلا الجيشين كبيرًا ويقودهما جنرالات مقتدرون. كانت المعركة متقاربة، ولكن في نهاية المطاف، أدى هجوم بسلاح الفرسان من قبل قيصر إلى تحويل نتائج المعركة لصالحه. في المعركة والهروب المذعور الذي أعقب ذلك، مات تيتوس لابينوس وما يقدر بنحو 30.000 رجلًا. تمكن جنايوس و سكستوس من الفرار مرة أخرى ولكن كان من الصعب العثور على المؤيدين. كان من الواضح الآن أن قيصر قد انتصر في الحرب الأهلية. في غضون أسابيع قليلة، حوصر جنايوس بومبيوس وقُتل على يد لوسيوس كيسينيوس لينتو.
كان شقيقه الأصغر سيكستوس بومبيوس قادرًا على التقدم بخطوة واحدة عن أعدائه، ونجا من المعركة لعقد آخر من خلال إنشاء مملكة شبه مستقلة في صقلية بأسطول بحري قوي، وأصبح قويًا جدًا لدرجة أنه كان لا بد من استيعابه من قبل الحكم الثلاثي الثاني. حتى أرسل أغسطس جنراله ماركوس أجريبا الذي حارب بيلوم سيكولوم مع سيكستوس الذي هُزم وأُعدم في النهاية.

## زواج
تزوج جنايوس بومبيوس من كلوديا بولكرا ابنة أبيوس كلوديوس بولتشر وأخت زوجة ماركوس جونيوس الأولى، عاشت كلوديا  بعد وفاة جنايوس ولم تنجب أي أطفال.